# Plicosepalus acaciae
Plicosepalus acaciae är en tvåhjärtbladig växtart som först beskrevs av Joseph Gerhard Zuccarini, och fick sitt nu gällande namn av D. Wiens & R.M. Polhill. Plicosepalus acaciae ingår i släktet Plicosepalus och familjen Loranthaceae. Inga underarter finns listade i Catalogue of Life.